# Раковец, Степан Семёнович
Степан Семёнович Раковец (бел. Сцяпан Сямёнавіч Ракавец; 1938 год, село Дрозды, Стародорожский район — 16 января 2000 год) — механизатор Киргизской государственной зональной машиноиспытательной станции «Союзсельхозтехники», Кантский район, Киргизская ССР. Герой Социалистического Труда (1973). Депутат Верховного Совета СССР 9-го созыва. Депутат Верховного Совета Киргизской ССР 8-го созыва. Лауреат Государственной премии Киргизской ССР в области науки и техники.

## Биография
Родился в 1938 году в многодетной крестьянской семье в деревне Дрозды.
С раннего детства помогал родителям в личном хозяйстве. Окончил начальную школу после войны. Трудовую деятельность начал в колхозе «Дружба» Стародорожского района. В 1957 году призван на срочную службу в Советскую Армию, после которой с 1960 года проживал в Алтайском крае, где работал слесарем. По окончании в 1961 году школы механизации сельского хозяйства трудился трактористом и комбайнёром.
С 1963 года проживал в Киргизии, где работал трактористом на Киргизской зональной машиноиспытательной станции. С 1967 года возглавлял комплексную бригаду.
В 1973 году бригада Степана Раковца собрало в среднем по 583,6 центнеров сахарной свеклы с каждого гектара. Указом Президиума Верховного Совета СССР от 10 декабря 1973 года за большие успехи, достигнутые во Всесоюзном социалистическом соревновании, и проявленную трудовую доблесть в выполнении принятых обязательств по увеличению производства и продажи государству зерна, хлопка и других продуктов земледелия в 1973 году удостоен звания Героя Социалистического Труда с вручением ордена Ленина и золотой медали «Серп и Молот».
Избирался депутатом Верховного Совета СССР 9-го созыва (1974—1979) и Верховного Совета Киргизской ССР 8-го созыва (1970—1974).
В 1986 году возвратился на родину в Стародорожский район, где работал трактористом в совхозе «Слободской».
Скончался 16 января 2000 года.

## Награды
- Герой Социалистического Труда — указом Президиума Верховного Совета СССР от 10 декабря 1973 года
- Орден Ленина — дважды (08.04.1971; 1973)